# Saint-Georges-de-Poisieux
Pour les articles homonymes, voir Saint-Georges, Saint Georges (homonymie) et Georges.
Saint-Georges-de-Poisieux est une commune française située dans le département du Cher, en région Centre-Val de Loire.

## Géographie
La commune de Saint-Georges-de-Poisieux fait partie du canton de Saulzais-le-Potier. Elle est située près du centre géographique de la France : Bruère-Allichamps.

### Climat
Pour des articles plus généraux, voir Climat du Centre-Val de Loire et Climat du Cher.
En 2010, le climat de la commune est de type climat océanique dégradé des plaines du Centre et du Nord, selon une étude du CNRS s'appuyant sur une série de données couvrant la période 1971-2000. En 2020, Météo-France publie une typologie des climats de la France métropolitaine dans laquelle la commune est exposée à un climat océanique altéré et est dans la région climatique  Ouest et nord-ouest du Massif Central, caractérisée par une pluviométrie annuelle de 900 à 1 500 mm, maximale en automne et en hiver. 
Pour la période 1971-2000, la température annuelle moyenne est de 11,6 °C, avec une amplitude thermique annuelle de 15,7 °C. Le cumul annuel moyen de précipitations est de 762 mm, avec 11 jours de précipitations en janvier et 7 jours en juillet. Pour la période 1991-2020, la température moyenne annuelle observée sur la station météorologique la plus proche, située sur la commune d'Orval à 5 km à vol d'oiseau, est de 12,3 °C et le cumul annuel moyen de précipitations est de 757,1 mm,. Pour l'avenir, les paramètres climatiques de la commune estimés pour 2050 selon différents scénarios d'émission de gaz à effet de serre sont consultables sur un site dédié publié par Météo-France en novembre 2022.
| Mois                                  | jan.            | fév.           | mars           | avril         | mai             | juin          | jui.          | août           | sep.         | oct.            | nov.            | déc.           | année      |
| ------------------------------------- | --------------- | -------------- | -------------- | ------------- | --------------- | ------------- | ------------- | -------------- | ------------ | --------------- | --------------- | -------------- | ---------- |
| Température minimale moyenne (°C)     | 1,1             | 0,8            | 2,8            | 4,9           | 8,7             | 12,3          | 14            | 13,7           | 10,2         | 7,8             | 3,9             | 1,6            | 6,8        |
| Température moyenne (°C)              | 4,7             | 5,3            | 8,4            | 11,1          | 15              | 18,7          | 20,7          | 20,5           | 16,6         | 13              | 8,1             | 5,1            | 12,3       |
| Température maximale moyenne (°C)     | 8,2             | 9,7            | 14             | 17,3          | 21,2            | 25            | 27,5          | 27,3           | 23           | 18,1            | 12,2            | 8,6            | 17,7       |
| Record de froid (°C) date du record   | −12,7 26.01.07  | −13,6 09.02.12 | −12,2 01.03.05 | −4,3 11.04.03 | −1,1 08.05.1997 | 3,9 04.06.01  | 6 17.07.00    | 3,5 30.08.1993 | 1,2 20.09.12 | −7,6 30.10.1997 | −9,6 21.11.1993 | −12,5 16.12.01 | −13,6 2012 |
| Record de chaleur (°C) date du record | 20,2 05.01.1999 | 24,7 27.02.19  | 26,7 16.03.12  | 30,7 30.04.05 | 34 27.05.05     | 41,8 29.06.19 | 42,3 24.07.19 | 41,6 06.08.03  | 37 14.09.20  | 30,3 12.10.18   | 26,3 07.11.15   | 19 17.12.15    | 42,3 2019  |
| Précipitations (mm)                   | 59,9            | 48,6           | 50,1           | 66            | 77,8            | 61,8          | 62,1          | 55,1           | 67           | 69,3            | 70,4            | 69             | 757,1      |

## Urbanisme

### Typologie
Au 1er janvier 2024, Saint-Georges-de-Poisieux est catégorisée commune rurale à habitat dispersé, selon la nouvelle grille communale de densité à 7 niveaux définie par l'Insee en 2022.
Elle est située hors unité urbaine. Par ailleurs la commune fait partie de l'aire d'attraction de Saint-Amand-Montrond, dont elle est une commune de la couronne,. Cette aire, qui regroupe 36 communes, est catégorisée dans les aires de moins de 50 000 habitants,.

### Occupation des sols
L'occupation des sols de la commune, telle qu'elle ressort de la base de données européenne d’occupation biophysique des sols Corine Land Cover (CLC), est marquée par l'importance des territoires agricoles (89,7 % en 2018), une proportion identique à celle de 1990 (89,7 %). La répartition détaillée en 2018 est la suivante : 
terres arables (45,6 %), prairies (41,6 %), forêts (3,7 %), zones industrielles ou commerciales et réseaux de communication (3 %), zones agricoles hétérogènes (2,5 %), zones urbanisées (2 %), eaux continentales (1,6 %).
L'évolution de l’occupation des sols de la commune et de ses infrastructures peut être observée sur les différentes représentations cartographiques du territoire : la carte de Cassini (XVIIIe siècle), la carte d'état-major (1820-1866) et les cartes ou photos aériennes de l'IGN pour la période actuelle (1950 à aujourd'hui).

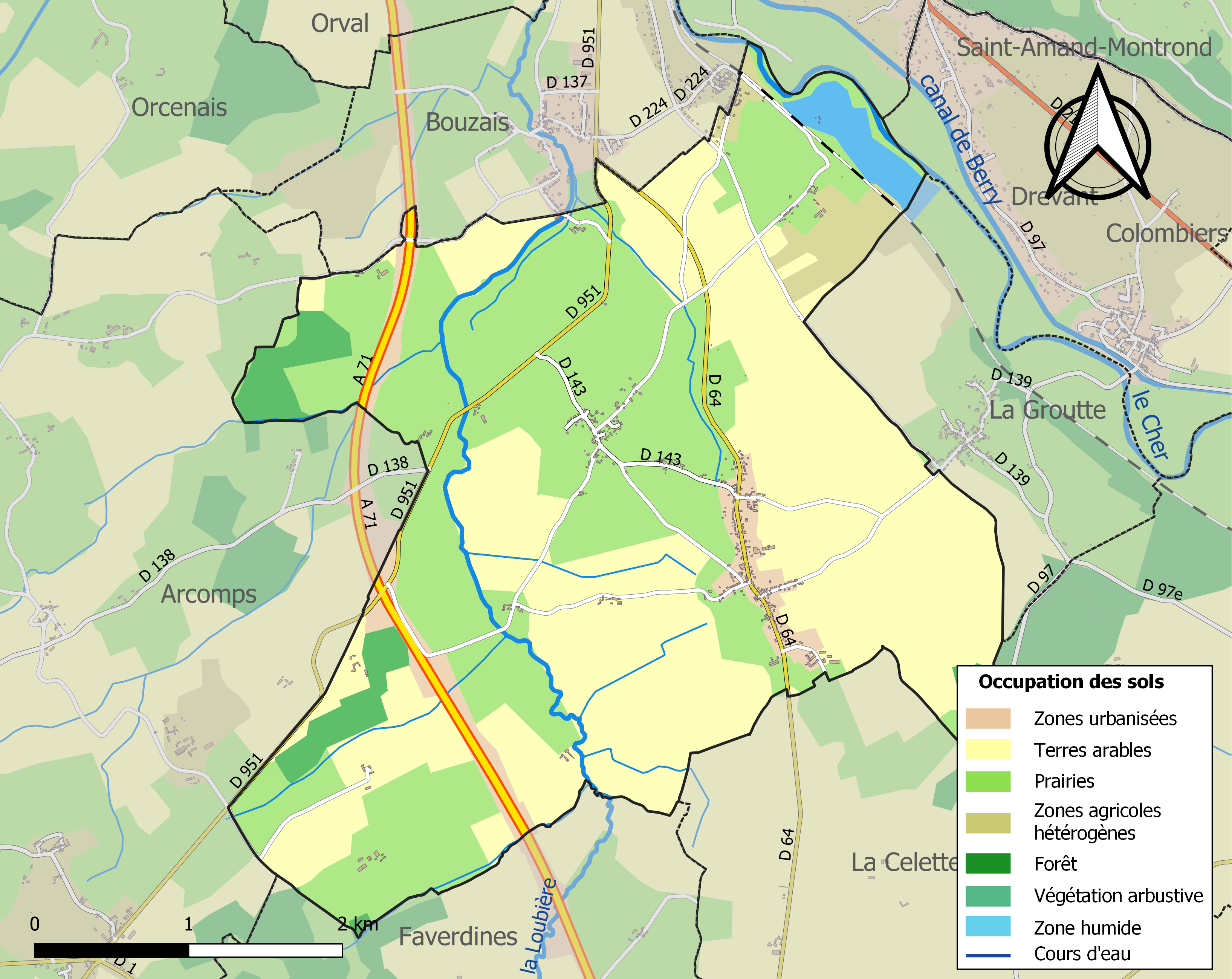
Carte des infrastructures et de l'occupation des sols de la commune en 2018 (CLC).

### Risques majeurs
Le territoire de la commune de Saint-Georges-de-Poisieux est vulnérable à différents aléas naturels : météorologiques (tempête, orage, neige, grand froid, canicule ou sécheresse), inondations, mouvements de terrains et séisme (sismicité faible). Il est également exposé à deux risques technologiques,  le transport de matières dangereuses et la rupture de barrage. Un site publié par le BRGM permet d'évaluer simplement et rapidement les risques d'un bien localisé soit par son adresse soit par le numéro de sa parcelle.

#### Risques naturels
Certaines parties du territoire communal sont susceptibles d’être affectées par le risque d’inondation par débordement de cours d'eau, notamment le Cher et la Loubière. La commune a été reconnue en état de catastrophe naturelle au titre des dommages causés par les inondations et coulées de boue survenues en 1982 et 1999,.

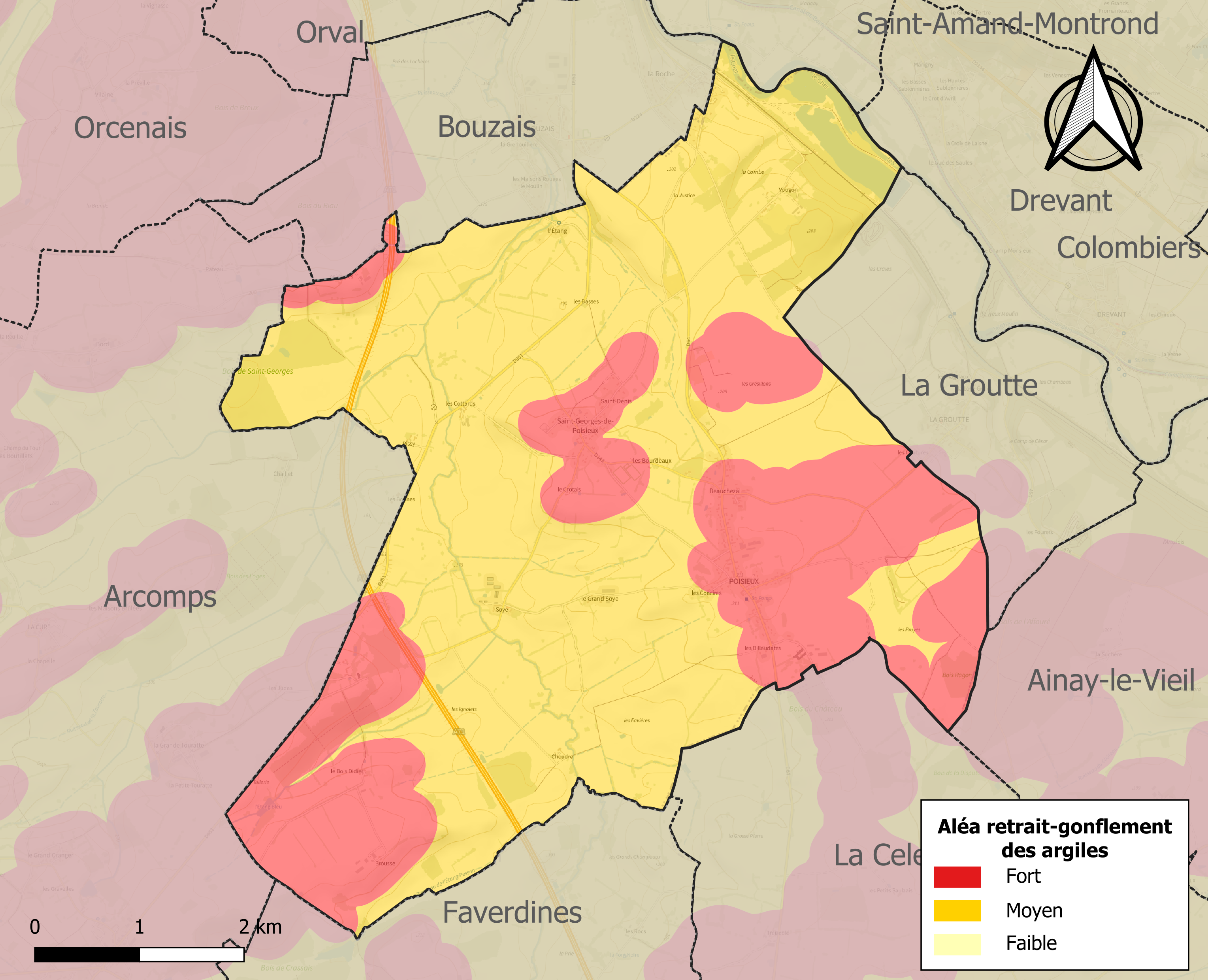
Carte des zones d'aléa retrait-gonflement des sols argileux de Saint-Georges-de-Poisieux.

La commune est vulnérable au risque de mouvements de terrains constitué principalement du retrait-gonflement des sols argileux. Cet aléa est susceptible d'engendrer des dommages importants aux bâtiments en cas d’alternance de périodes de sécheresse et de pluie. La totalité de la commune est en aléa moyen ou fort (90 % au niveau départemental et 48,5 % au niveau national). Sur les 215 bâtiments dénombrés sur la commune en 2019, 215 sont en aléa moyen ou fort, soit 100 %, à comparer aux 83 % au niveau départemental et 54 % au niveau national. Une cartographie de l'exposition du territoire national au retrait gonflement des sols argileux est disponible sur le site du BRGM,.
Concernant les mouvements de terrains, la commune a été reconnue en état de catastrophe naturelle au titre des dommages causés par la sécheresse en 1989, 1994, 1996, 2016, 2018, 2019 et 2020 et par des mouvements de terrain en 1999.

#### Risques technologiques
Le risque de transport de matières dangereuses sur la commune est lié à sa traversée par des infrastructures routières ou ferroviaires importantes ou la présence d'un oléoduc. Un accident se produisant sur de telles infrastructures est en effet susceptible d’avoir des effets graves au bâti ou aux personnes jusqu’à 350 m, selon la nature du matériau transporté. Des dispositions d’urbanisme peuvent être préconisées en conséquence.
La commune est en outre située en aval du barrage de Rochebut, de classe A et faisant l'objet d'un plan particulier d'intervention (PPI). À ce titre elle est susceptible d’être touchée par l’onde de submersion consécutive à la rupture de cet ouvrage.

## Histoire
Réunion réalisée de l'ancienne commune de Soye-l’Église avec Saint-Georges-de-Poisieux par ordonnance royale du 21 février 1841. Soye-l’Église : les sections A et B du cadastre de 1836 deviennent les sections E et F de la commune de Saint-Georges-de-Poisieux.

## Politique et administration
| Période                                  | Période      | Identité         | Étiquette | Qualité                                                                      |
| ---------------------------------------- | ------------ | ---------------- | --------- | ---------------------------------------------------------------------------- |
| Les données manquantes sont à compléter. |              |                  |           |                                                                              |
| 21 octobre 2016                          | en cours     | Béatrice Beurdin |           |                                                                              |
| mars 1997                                | octobre 2016 | Daniel Fourré    | DVD       | Employé Conseiller général puis départemental Réélu pour le mandat 2014-2020 |

## Démographie
L'évolution du nombre d'habitants est connue à travers les recensements de la population effectués dans la commune depuis 1793. Pour les communes de moins de 10 000 habitants, une enquête de recensement portant sur toute la population est réalisée tous les cinq ans, les populations de référence des années intermédiaires étant quant à elles estimées par interpolation ou extrapolation. Pour la commune, le premier recensement exhaustif entrant dans le cadre du nouveau dispositif a été réalisé en 2005.

En 2022, la commune comptait 435 habitants, en évolution de −4,81 % par rapport à 2016 (Cher : −2,48 %, France hors Mayotte : +2,11 %).
| 1793 | 1800 | 1806 | 1821 | 1831 | 1836 | 1841 | 1846 | 1851 |
| ---- | ---- | ---- | ---- | ---- | ---- | ---- | ---- | ---- |
| 268  | 236  | 683  | 304  | 311  | 304  | 385  | 414  | 410  |

| 1856 | 1861 | 1866 | 1872 | 1876 | 1881 | 1886 | 1891 | 1896 |
| ---- | ---- | ---- | ---- | ---- | ---- | ---- | ---- | ---- |
| 359  | 390  | 396  | 377  | 409  | 483  | 426  | 460  | 435  |

| 1901 | 1906 | 1911 | 1921 | 1926 | 1931 | 1936 | 1946 | 1954 |
| ---- | ---- | ---- | ---- | ---- | ---- | ---- | ---- | ---- |
| 413  | 432  | 442  | 401  | 375  | 368  | 365  | 360  | 352  |

| 1962 | 1968 | 1975 | 1982 | 1990 | 1999 | 2005 | 2006 | 2010 |
| ---- | ---- | ---- | ---- | ---- | ---- | ---- | ---- | ---- |
| 341  | 308  | 292  | 302  | 373  | 357  | 369  | 372  | 419  |

| 2015 | 2020 | 2022 | - | - | - | - | - | - |
| ---- | ---- | ---- | - | - | - | - | - | - |
| 455  | 442  | 435  | - | - | - | - | - | - |

## Culture locale et patrimoine

### Lieux et monuments
- L’église Saint-Georges de Poisieux fut rebâtie début XIIe siècle et reçut un chevet plat vers 1200 ; elle est classée monument historique par arrêté du 23 octobre 1907[27].
  - Les verrières du XIIIe siècle, no 0 et 2, sont classées monuments historiques par arrêté de 1905.
- L'église Saint-Paul de Soye ; l’église fut rebâtie au XIIe siècle.
  - Le portail de l’église Saint-Paul de Soye-l’Église est classé Monument Historique par arrêté du 23 octobre 1907. Le reste de l'édifice est inscrit sur l'inventaire supplémentaire des monuments historiques par arrêté du 21 février 1965[28].
- Château de Poisieux, rebâti au XIVe siècle, avec des transformations du XVIe au XIXe siècle. La cheminée est attribuée à la famille de Thianges, seigneurs du Creuset et de Coust, et en porte le blason, d'argent à trois tiercefeuilles de gueules. Il est inscrit au titre des monuments historiques par arrêté du 16 octobre 2009[29].